# Schlott (Kelheim)
Schlott ist ein Gemeindeteil der Kreisstadt Kelheim auf der Gemarkung Stausacker im niederbayerischen Landkreis Kelheim.
Die Einöde auf einer etwa 3,57 Hektar großen Teilfläche der Gemarkung Stausacker umgeben von der Gemarkung Hienheimer Forst.
In Schlott bestehen zwei Wohngebäude. Bei der Volkszählung 1987 bestand ein Wohngebäude mit einer Wohnung und zwei Einwohnern.
In unmittelbarer Nähe, weniger als 30 Meter nordwestlich des nächstgelegenen Gebäudes (Hausnummer 2), aber bereits auf der Gemarkung Hienheimer Forst (sechs Meter westlich der Gemarkungsgrenze), liegt eine 1904 von Waldarbeitern errichtete Kapelle in Holzbohlenbauweise, die unter der Nummer D-2-73-137-164 als geschütztes Baudenkmal  gelistet ist.

## Geschichte
Bis zum Jahresende 2021 war Schlott eine Exklave der Stadt Kelheim, umgeben vom damaligen gemeindefreien Gebiet Hienheimer Forst.